# Anton Wembacher
Anton Wembacher (* 15. September 1955 in Bischofswiesen, Bayern) ist ein ehemaliger deutscher Rennrodler.
Er bildete Ende der 1970er und Anfang der 1980er Jahre zusammen mit Anton Winkler ein international sehr erfolgreiches Paar im Doppelsitzer. Er startete für den RC Berchtesgaden und war 175 cm groß bei 82 kg Körpergewicht.

## Erfolge
- 1979 Weltmeisterschaften am Königssee: 3. Platz in Doppelsitzer
- 1980 Olympische Winterspiele in Lake Placid: 6. Platz in Doppelsitzer
- 1980 Olympische Winterspiele in Lake Placid: 8. Platz in Einsitzer

## Privat
Sein Bruder Franz war ebenfalls ein guter Rennrodler und Olympiasieger bei den Olympischen Winterspielen 1984 im Rennrodeln.